# Kwit depozytowy
Kwit depozytowy – papier wartościowy emitowany przez instytucję finansową, będący przedmiotem obrotu na zagranicznych rynkach kapitałowych. Jest to zbywalny dokument prawa własności do jednego lub wielu papierów wartościowych będących bazą kwitu depozytowego (najczęściej są to akcje, ale również obligacje i inne papiery wartościowe). Termin kwit depozytowy jest dosłownym tłumaczeniem Depositary Receipt.
Dzięki kwitom depozytowym możliwa jest obecność spółki na zagranicznym rynku papierów wartościowych. Prawa nabywców kwitów depozytowych nie różnią się znacznie do uprawnień nabywców akcji spółki – instrumenty te zapewniają ich właścicielom prawa majątkowe i korporacyjne jak w przypadku akcji, realizowane są za pośrednictwem banku depozytowego będącego głównym podmiotem uczestniczącym w programie kwitów depozytowych.
Kwit depozytowy może mieć formę ADR (ang. American Depositary Receipt) lub GDR (ang. Global Depositary Receipt). Jako pierwsze kwity depozytowe (ADR) pojawiły się w Stanach Zjednoczonych na początku XX wieku i były wystawiane przez bank JP Morgan, w oparciu o akcje emitowane w Wielkiej Brytanii. Podobne dokumenty wystawione w innych krajach nazywa się GDR.
W Polsce definicję kwitu depozytowego zawiera Ustawa o obrocie instrumentami finansowymi (art. 3 pkt 30).